# Detlef Kunze
Detlef Kunze (* 12. Februar 1941 in Grevesmühlen; † 22. August 2021) war ein deutscher Kinderarzt, Hochschullehrer und Standespolitiker.

## Leben
Detlef Kunze wurde 1941 in Grevesmühlen/Mecklenburg geboren und lebte ab 1949 in Wiesbaden, wo er 1960 das Abitur ablegte. Er studierte Medizin in Bonn und München. Nach dem Staatsexamen im Jahr 1966 und der Medizinalassistenz erhielt er 1968 die Approbation zum Arzt und wurde im selben Jahr in München mit einer Arbeit zur Säuglingsernährung zum Dr. med. promoviert. Danach war er bis 1969 als wissenschaftlicher Assistent am Forschungsinstitut für Kinderernährung in Dortmund beschäftigt und wechselte 1969 an die Kinderpoliklinik der Ludwig-Maximilians-Universität München. 1973 erhielt er die Facharztanerkennung für Kinderheilkunde und später die Zusatzbezeichnung Medizinische Genetik sowie die Schwerpunktweiterbildung Kinderendokrinologie und -diabetologie, 1975 habilitierte er sich und wurde 1978 zum Oberarzt an der Kinderpoliklinik. 1980 folgte die Ernennung zum Professor für Kinderheilkunde. 1998 wechselte er im Rahmen der Fusion der beiden Münchner Lehrstühle für Kinderheilkunde an die Kinderambulanz im Klinikum Großhadern der LMU.
Detlef Kunze engagierte sich ab 1969 in der ärztlichen Berufspolitik. Im Marburger Bund Bayern wirkte er ab 1972 als Vorstandsmitglied und wurde 1980 zum Landesvorsitzenden gewählt. Er war viele Jahre Vorstandsmitglied der Bayerischen Landesärztekammer und von 1991 bis 1995 deren Vizepräsident. 1988 gehörte Kunze zu den Gründungsmitgliedern der Lipid-Liga. Über lange Jahre war er aktiv der Deutschen Adipositas-Gesellschaft tätig.

## Auszeichnungen
2016: DAG Medaille der Deutschen Adipositasgesellschaft